# جرومه (آرکانزاس)
جرومه (آرکانزاس) (به انگلیسی: Jerome, Arkansas) یک شهر در ایالات متحده آمریکا با جمعیت ۴۶ نفر است که در آرکانزاس واقع شده‌است.

## موقعیت جغرافیایی
موقعیت جغرافیایی شهرها و مناطق اطراف به شرح زیر است: